# 방전초등학교
방전초등학교는 경상북도 영양군 입암면 영양로 205(방전리 489-3)에 있었던 초등학교이다.

## 연혁
- 1947년 4월 5일 입암국민학교 병옥분교장 설립 인가
- 1949년 9월 20일 병옥국민학교 설립 인가
- 1952년 11월 30일 방전국민학교 교명 변경
- 1984년 6월 15일 병설유치원 개원
- 1996년 3월 1일 방전초등학교 교명 변경
- 2000년 3월 1일 폐교 및 입암초등학교 통합